# Assetjament laboral
L'assetjament laboral, o (en anglès) mobbing, és un tipus de violència i, en particular, un tipus d'assetjament, que es dona a nivell grupal (en forma de gang) i/o amb abús de poder entre individus d'un entorn laboral. En general, pren forma d'agressió psicològica continuada, com de degoteig, cap a una persona per part dels seus companys de treball o caps.
Aquests tipus de maltractaments són fonamentalment psicològics i són duts a terme tant pels superiors com pels mateixos empleats. Un cap o treballador, pel seu compte o en grup, estableix gradualment una relació de dominància amb la víctima, saboteja la feina que fa, elimina els recursos que empra per fer la feina, la posa en situacions ridícules o fa córrer falsos rumors sobre ella, entre d'altres. Aquesta relació malmet la dignitat, la intimitat o altres drets fonamentals de la persona afectada.

En el moment en què la víctima s'adona del que està passant i vol trencar la situació, els maltractadors comencen a intimidar o amenaçar aquesta persona, perjudicant-la encara més psíquicament. La intenció final és que la persona afectada se'n vagi del treball, preferentment renunciant-hi. Possibles raons d'aquests actes inhumans poden ser la competència laboral amoral, l'enveja pel motiu que sigui, tant laboral com personal, o tan sols voler "demostrar" davant dels altres qui és "el que mana" (per exemple, quan un cap és més jove o té menys experiència a la feina que un treballador més antic). Cada situació és diferent i pot donar-se per qualsevol motiu, fins i tot per aconseguir mantenir relacions sexuals amb el treballador o com a venjança per la negativa a aquestes.
La investigació feta d'aquest fenomen va començar amb Heinz Leymann, el qual va adaptar el terme fet servir a l'etologia arran d'uns comportaments socials observats en els ocells. Consistien en una agrupació d'aquests per combatre un enemic després que un dels ocells l'assenyalés com a tal.

## Assetjament
L'assetjament és qualsevol comportament no consentit i no desitjat que té una persona o grup de persones amb l'objectiu d'atemptar contra la dignitat d'algú, especialment quan implica un entorn intimidatori, degradant, humiliant o ofensiu per a abusar i especialment dominar de manera agressiva.
Pot ser verbal o no verbal. Pot ser físic. Pot incloure o no ciberassetjament, assetjament sexual d'intercanvi, violència física, llum de gas, etc.
De manera anàloga al laboral, pot donar-se a l'àmbit escolar (amb el nom d'assetjament escolar o bullying).
L'assetjament immobiliari o mobbing immobiliari el fan empreses immobiliàries o propietaris d'immobles per tal de foragitar llogaters que no els interessen.

## Legislació a Espanya
De bon començament, al Codi Penal d'Espanya del 1995, l'assetjament laboral estava englobat dins del delicte genèric d'assetjament.
A partir del 22 de juny de 2010 l'assetjament laboral va ser tipificat com a tal, dins dels delictes de tortures i contra la integritat moral. Aquesta modificació va entrar en vigor el 23 de desembre de 2010.
S'entén com a tal:
- La fustigació psicològica o hostil en el marc de qualsevol activitat laboral o funcionarial que humiliï al que la pateix, imposant situacions de greu ofensa a la dignitat.

La reforma també tracta de donar resposta penal a l'aparició de conductes assetjadores de fustigació i abús, en la majoria dels casos amb finalitats especuladores, per forçar que algú marxi de casa seva, independentment que aquesta sigui pròpia o arrendada.
- Es regula expressament com una forma de coaccions.
- Comporta penes d'un any i nou mesos a tres anys de presó o multa de 18 a 24 mesos .[5]

Posteriorment, el juny del 2011, i en virtut de la resolució del ministerio de política territorial y administración pública español, del 05 de maig de 2011, el govern espanyol va aprovar un reglament per a regular l'assetjament laboral a l'Administració pública.
D'acord amb aquesta resolució, actuacions com mantenir un funcionari sense feina per fer, o encomanar-li tasques inútils o absurdes; reprendre'l reiteradament davant d'altres persones; difondre rumors falsos quant a la seva professionalitat o vida privada; prendre represàlies si s'ha queixat per l'organització de la feina; etc., seran considerades assetjament laboral.

## Les Parts implicades

### L'assetjador
L'Enveja
Els defectes físics, intel·lectuals o emocionals de l'assetjador li generen un sentiment d'inferioritat, per no posseir els atributs que ell estima ideals, per la qual cosa prova de compensar aquestes mancances mitjançant el desenvolupament d'un complex de superioritat. El complex de superioritat fa que l'assetjador visqui a la ficció de la possessió d'uns valors, atributs i qualitats que en realitat no posseeix, negant-los en els altres de manera defensiva.

Quan sorgeix al seu entorn una persona (la víctima) que sí que posseeix les esmentades característiques, això suposa per a l'assetjador un veritable xoc amb la realitat. La seva reacció davant aquesta dolorosa realitat sol consistir a negar-la, provant d'eliminar la font de la dissonància. L'objectiu és fer desaparèixer la víctima de l'horitzó psicològic de l'assetjador perquè les seves capacitats suposen per a aquest una desestabilització psicològica.
La manca de principis
Segons Iñaki Piñuel y Zabala els assetjadors són "persones que tenen una profunda alteració de la personalitat. Són subjectes sense una norma moral interna, que no dubten a eliminar un possible competidor. L'assetjador també pot ser un individu narcisista, amb un profund complex d'inferioritat; però que, davant els altres, sempre deixa de manifest el molt que val. Aquests subjectes tendeixen a envoltar-se de persones mediocres o submises que confirmen aquesta idea que tenen de si mateixos. En realitat, solen ser persones poc brillants; però molt hàbils a la manipulació dels altres, tant per aconseguir la seva col·laboració anònima i silenciosa com per maltractar-los. Són experts en debilitats humanes, són autèntics psicòpates amb una absoluta incapacitat per posar-se al lloc dels altres. La seva ment, a més, funciona a l'inrevés. En general, les llàgrimes produeixen compassió; en ells no. Els signes de debilitat són un detonant que accentua el seu comportament agressiu. Aquests psicòpates proven d'humiliar, anul·lar, i anihilar la seva víctima. Per aconseguir-ho no dubten a agredir-la verbalment o física, o inventar-se tota mena de rumors i calúmnies. Així manipulen els altres i propicien el linxament públic de l'assetjat. L'assetjament laboral és causa, a Europa, d'un de cada cinc suïcidis".
Segons Rodríguez López al seu llibre "El acoso moral en el trabajo" defineix aquestes persones com a "ressentides, frustrades, envejoses, geloses o egoistes, tenint algun o tots aquests trets en major o menor mesura. Estan necessitades d'admiració, reconeixement i protagonisme, i el que volen és figurar, ascendir o aparentar, malgrat que simplement poden desitjar fer mal o anul·lar a una altra persona".
La manca d'empatia
Així com a l'assetjament sexual, el subjecte actiu, un cop és demandat o denunciat, sol interioritzar a l'arribada als tribunals que alguna cosa ha fet ("...bé, és cert que aquell dia em vaig passar una mica..."); malgrat que tot seguit provi de desdramatitzar el seu comportament amb frases com "... però no cal tenir una ment tan estreta" o "som a una societat liberalitzada" o d'altres similars; l'assetjador psicològic manté fins a l'últim moment, i fins i tot després, la convicció interna de no haver fet res dolent.
L'assetjador psicològic manca de les habilitats emocionals que les seves víctimes tenen, pensa que destruint la seva víctima pot assimilar d'alguna manera les seves competències interpersonals
La Marie-France Hirigoyen a la seva obra L'assetjament moral, proporciona una sèrie de característiques pròpies de les personalitats narcisistes que poden ajudar a detectar un perseguidor o assetjador al lloc de treball:
- El subjecte té una idea grandiosa de la seva pròpia importància.
- L'absorbeixen fantasies il·limitades d'èxit i de poder.
- Es considera especial i únic.
- Té una necessitat excessiva de ser admirat.
- Pensa que la víctima li deu tot.
- Explota a l'altre a les seves relacions interpersonals.
- Té una gran immaduresa emocional.
- Té manca d'empatia (no se sent culpable) encara que poden ser molt brillants socialment.
- Pot fingir que entén els sentiments dels altres.
- Té actituds i comportaments arrogants.
- Se sent acomplexat respecte a la víctima.

Segons la María José Edreira, a la "Fenomenologia de l'assetjament moral", la majoria dels experts en personalitat parlen de personalitat psicopàtica o antisocial (Adams i Crawford), personalitat narcisista (Hirigoyen, Wyatt i Hare), mediocritat inoperant activa (González de Rivera), psicòpata organitzacional (Iñaki Piñuel y Zabala). En general parlen de trets paranoides, malgrat que en realitat el pervers narcisista s'aproxima molt al paranoic, però només parteix de les seves característiques de personalitat.
El seu perfil psicològic té les següents característiques:
- La manca d'empatia: són incapaços de posar-se al lloc de l'altre, se centren en si mateixos però buscant el suport dels altres. Són insensibles, incapaços de deprimir-se i d'experimentar autèntics sentiments de dol o tristesa. A les seves relacions interpersonals veuen l'altre com una amenaça, els manca humilitat per enriquir-se i aprendre dels altres. Viuen atemorits per les capacitats de les persones que els envolten.
- Les irresponsables i els freturosos de sentiment de culpa : tenen dificultats per prendre decisions a la seva vida diària i necessiten que altres persones assumeixin aquesta responsabilitat. Es defensen mitjançant mecanismes de projecció i de negació de la realitat, li adjudiquen la culpa a l'altre. Són conscients que no tenen sentiments i els simulen per emmascarar-se davant els altres. No tenen sentiment de culpa però són mestres manipulant aquest sentiment en els altres.
- La mentida compulsiva i sistemàtica: en la seva màxima competència. Solen portar una doble vida i refan la seva vida privada amb facilitat perquè es fan passar per víctimes. Fingeixen l'apropiació de les característiques que els franquegen la confiança dels altres, tant a la seva vida privada, com a la professional i social. Són impostors que fingeixen per donar una imatge de bona persona. És molt evident que menteixen, però les seves mentides són tan grans i tan descarades en públic que les víctimes se solen quedar paralitzades i incapaces de respondre.
- La megalomania i el discurs messiànic: es col·loquen en posició de referència del bé i del mal, tenen un discurs moralitzador, exhibeixen valors morals irreprotxables, es presenten com a persones religioses o cíviques. Amb tot això aconsegueixen donar una bona imatge de si mateixos, alhora que denuncien la perversió humana. Solen tenir habilitat retòrica però el seu discurs és molt abstracte, no són capaços de ser concrets i, quan en proven, passen a l'extrem dels detalls insignificants.
- L'encant personal: entren en relació amb els altres per seduir-los. Se'ls sol descriure com a encantadors, d'aquí la reacció de sorpresa del seu entorn quan són descoberts amb el seu crim. Aquesta capacitat de seducció està molt relacionada amb la seva forma de mentir, solen utilitzar les històries d'altres a les quals es posen a si mateixos com a protagonistes sense cap mena de vergonya.
- El Vampirisme i l'estil de vida parasitari: senten una enveja molt intensa cap als qui semblen posseir coses que a ells els manquen, sobretot cap als qui gaudeixen de la vida. Són molt pessimistes i la vitalitat dels altres els assenyala les seves pròpies mancances. Per afirmar-se ho ha de destruir. Compensa el seu dèficit d'autoestima amb el menyspreu a les seves víctimes i l'exaltació de les suposades qualitats pròpies. A la vida privada les seves parelles solen ser molt optimistes i es casen amb persones de les quals puguin viure. Sempre proven de trobar un estatus social alt encara que no ho aconsegueixin. Quan parlen sovint fan referències a persones d'alt rang social amb les quals tenen relació, les quals gairebé sempre només existeixen a la seva imaginació. Al treball aconsegueixen que els altres els facin la feina. Són incapaços de fer tasques que uns altres farien sense la menor dificultat.
- La paranoia: el pervers narcisista pren el poder mitjançant la seducció, el paranoic per la força. Els perversos narcisistes recorren a la força física només quan la seducció deixa de ser eficaç. La fase de violència física al procés d'assetjament moral és, en si mateixa, un desequilibri paranoic. Quan ataquen pretenen protegir-se, ataquen abans de ser atacats. També té el tipus de mecanisme projectiu propi del paranoic: se situa i es fa percebre pels altres com a víctima de les persones a les quals agredeix, que suposadament l'han traït.
- La manipulació premeditada: no manipula de forma aleatòria com faria un psicòpata criminal. El psicòpata organitzacional té un objectiu meditat i deliberat: el poder. La tàctica del psicòpata sol seguir sempre el mateix patró: fase d'estudi i avaluació, fase de manipulació i fase de confrontació.

Els sentiments d'inadequació són els que porten l'assetjador a eliminar del seu entorn el que considera una amenaça, la víctima. Els especialistes acostumen a parlar dels “cadàvers a l'armari” de l'assetjador moral. Solen tenir un passat “criminal” en el qual han eliminat a successives víctimes tant al treball com a la parella.
L'experiència que adquireix amb els seus anys d'assetjament li fa perfeccionar la seva tècnica fins a convertir-lo amb un mestre de la inducció al suïcidi. Se'ls considera assassins psíquics en sèrie. L'assetjador moral és un mort en vida que necessita la imatge de bona persona que els altres tenen d'ell per sobreviure. En la seva obsessió per mantenir aquesta imatge s'emmascara, es renta les mans, evita tacar les seves mans de sang i llança la seva responsabilitat als altres.
L'Educació
Els assetjadors provenen de qualsevol capa de la societat, segons els experts, però tots tenen una sèrie de trets en comú. Tots han estat educats amb valors com la submissió i la prepotència, i no en la igualtat, i estan acostumats a dominar, entre altres aspectes.
Els assetjadors estan motivats per un desig de control sobre les accions i sentiments dels seus mates, i per un desig de mantenir algun tipus de connexió amb elles a través de la manipulació i control - sense tenir en compte els desitjos de la mata. Amb molta freqüència, els assetjadors amb freqüència amenacen i molesten amb un comportament hostil i agressiu que pot arribar a la violència.
Els Quatre tipus d'assetjadors
En el lloc Web de wiredpatrol, es descriu de forma clara el perfil d'un assetjador, en els seus quatre tipus: l'obsessiu-simple, l'amor obsessiu – desil·lusionat, l'erotomaníac i la síndrome de víctima falsa.
- L'obsessiu simple és un individu que té una relació anterior amb la víctima i que intenta seguir mantenint-la, això és, es nega a acceptar que la relació que s'estableix en un determinat moment s'acabi encara que l'hi facin saber repetides vegades. Aquest tipus d'assetjadors és possible que durant la relació establerta, ja hagués estat emocionalment abusiu amb l'assetjada o assetjat. En investigacions de Geberth[18] es detecta que aquest grup d'assetjadors és el més nombrós, un 47%, i el que suposa una major amenaça per a la víctima.
- El segon tipus, el que demostra un amor obsessiu, sol ser és una persona sola, amb poca facilitat per establir relacions personals, i en alguns casos pot sofrir malalties mentals com l'esquizofrènia o el trastorn bipolar. És l'assetjador que persegueix a una persona cèlebre i que no té contacte amb la víctima més enllà del límit de la seva pròpia ment. Suposa el segon grup més gran, segons Geberth,[18] amb un 43% dels subjectes assetjadors.
- El tercer, l'erotomaníac, difereix de l'anterior en la seva percepció que creu que és la seva víctima la que està enamorada d'ell, i per això la persegueix.
- El quart grup, format per subjectes amb l'anomenada síndrome de víctima fals (Hickey),[19] es caracteritza per assetjar a una altra persona real o imaginària d'assetjar-los a ells.

### La víctima
Segons Fernández, <la víctima se sent indefensa, en molts casos culpable. Entén que ell/ella ha fet alguna cosa malament, l'hi mereix posat que ningú li recolza. El seu aïllament psíquic, la seva falta de comunicació, el desconeixement d'aquests sobre els fets, la falta de solidaritat entre companys, soscaven la força de la víctima>
En principi, no es pot afirmar que existeixi un perfil psicològic que predisposi a una persona a ser víctima d'assetjament o fustigació en el seu lloc de treball. Això vol dir que qualsevol persona en qualsevol moment pot ser víctima. Únicament ha de ser percebuda com una amenaça per un agressor en potència i trobar-se en un entorn favorable per a l'aparició del fenomen.
Les víctimes d'assetjament no tenen per què ser sempre persones febles o malaltes des d'un punt de vista psicològic, ni persones amb trets diferencials marcats o que presentin dificultats a l'hora de relacionar-se socialment. Al contrari en molts casos ens trobem que les víctimes s'auto-assenyalen involuntàriament i inconscientment com a dianes o blancs davant els ulls de l'agressor, precisament per enfrontar-se directament a l'assetjament.
Aquesta percepció de l'assetjador pel que fa a la seva víctima és cosa que fa que neixi una necessitat de mentir, desacreditar i enfrontar-la a la resta del grup. Per a això l'assetjador no es troba solament, sinó que troba en els altres –encara que sigui en la seva passivitat - la força suficient per destrossar psicològicament a la seva víctima.
La imatge que l'assetjador pretén projectar de la seva víctima no té a veure amb la realitat. Mentre que aquesta imatge pretén reflectir una persona poc intel·ligent i gandula, els assetjats sovint solen ser intel·ligents i treballadors. Les víctimes són persones que davant els ulls del seu botxí s'apareixen com a envejables, a causa de les seves característiques positives -sovint es tracta de persones carismàtiques que tenen grans habilitats per a les relacions socials -, sobretot si són inconformistes i gràcies a la seva intel·ligència i preparació qüestionen sistemàticament els mètodes i fórmules d'organització del treball que els venen imposts.
Una altra de les seves característiques és la seva predisposició al treball en equip, ja que no dubten un instant a col·laborar amb els seus companys, facilitant-los quants instruments i mitjans estiguin al seu abast en pro de la consecució dels objectius col·lectius.

### Els testimonis
Els receptors de les calúmnies no s'adonen que estan sofrint una manipulació i una invasió a la seva intimitat.
Segons Iñaki Piñuel y Zabala un dels motius pels quals els testimonis s'adhereixen a l'assetjador alguns dels companys és perquè aquests desitgen no tenir problemes. Pensen que alguna cosa haurà fet la víctima. En qualsevol cas veuen la víctima com algú amb qui no convé estar. Aquesta situació porta a la persona aïllada a reforçar la idea que ell té la culpa, perquè ningú li parla.

#### La Classificació dels testimonis
- Els Companys de l'assetjador: Amics íntims i ajudants de l'agressor.
- Els Reforçadors: Encara que no assetgen de manera directa, observen les agressions i les aproven i inciten.
- Els Alien: Es mostren com a neutrals i no volen implicar-se, però en callar estan tolerant l'assetjament.
- Els Defensors: Poden arribar a fer costat a la víctima de l'assetjament.[23]

#### La Manipulació de l'entorn
Per poder assetjar a un altre ésser humà, l'assetjador haurà d'exercir dos tipus de manipulacions, una dirigida entorn de la víctima i una altra dirigida cap a la persona assetjada:
- Per l'assetjador la manipulació dirigida a l'entorn té com a finalitat convertir-ho en el seu aliat, ja sigui perquè col·labori en la fustigació o bé perquè no faci evident l'obvi i per a això l'única cosa que li demana l'assetjador és que no faci res. L'entorn que no fa gens es converteix en col·laborador tàcit de l'assetjament.[24]

Una forma de col·laboració seria mitjançant l'ús d'atacs subtils i ambigüitats incitats per l'assetjador
Els atacs subtils cap a la víctima s'usen per desestabilitzar-la i per eludir les seves defenses psicològiques. L'objectiu és infondre inseguretat i incertesa en la víctima que dubtarà sobre com reaccionar i es preguntarà si l'atac subtil ha estat intencionat o no.
L'ambigüitat es pot presentar a través d'indirectes o comentaris imprecisos que a més provoquen frustració i tristesa en la víctima.
- La manipulació del llenguatge dirigida a la víctima té com a objectiu danyar-la i desestabilitzar-la.

Cap assetjament pot perdurar sense la col·laboració dels 'testimonis muts'. Cada vegada que es justifica l'aïllament en les frases: 's'ho haurà buscat', o 'alguna cosa haurà fet'. Cada vegada que es mira cap a una altra banda, quan davant de nosaltres s'agredeix a una persona (encara que sigui amb el buit), el que es palpa són graus de perversitat. Un dels objectius de l'assetjador és aïllar la víctima de la societat, marginant-la, creant una imatge menyspreable d'aquesta, perquè la mateixa societat la rebutgi. D'aquesta forma els testimonis es converteixen sense saber-ho en còmplices d'un delinqüent.

#### El Dany sense petjades
Les etapes per les quals es pretén aixafar a una persona per després destruir-la són iguals en tots els ambients. El 'psicoterror' és una tortura psicològica en la qual se subministra la violència en dosis petites, alhora que es paralitza a la víctima amb diversos procediments -similars als quals s'utilitzen en un rentada de cervell- perquè no pugui defensar-se.
D'aquesta manera un individu o grup d'individus exerceixen el seu poder sobre un altre individu sense que pugui defensar-se. És una violència 'neta', no hi ha petjades, els testimonis no veuen gens. La fi d'aquesta violència no és destruir a l'un altre immediatament, sinó sotmetre-ho a poc a poc mantenint-ho a la seva disposició per poder utilitzar-ho. La destrucció de l'un altre ha d'ésser lenta per aconseguir un crim perfecte: no és l'agressor el que mata, és l'altre qui es mata. El suïcidi de l'un altre és el triomf més gran de l'assetjador moral, és exactament el que vulgues.
D'altra banda, els testimonis resulten molt eficaços en la solució de l'assetjament, ja que aquest pot continuar només si els espectadors ho toleren.

## La Manipulació
Una persona obra malament quan ataca, menysprea, humilia la dignitat d'una altra. Això crea un sentiment d'INDIGNACIÓ' a les persones que són testimoni d'un dolor injustificat i evitable. Com més profunda sigui l'anul·lació de la dignitat d'una persona, major maldat hi haurà en el comportament. La manipulació evita que sorgeixi aquesta indignació fent creure a l'entorn que la víctima ho mereix.
Segons la Marina Parés Soliva en Mobbing, Detección del acosador a través del lenguaje, la manipulació del llenguatge és una eina pròpia de l'assetjador psicològic, ja que pretén ocultar l'exercici de la violència i al mateix temps utilitza informació privilegiada per danyar. És necessari comprendre el seu poder seductor. En el registre de la comunicació perversa, cal impedir que l'altre pensi, comprengui, actuï; ja es tracti de la víctima o de l'entorn.
Una de les arts que domina l'assetjador és la deformació dels processos de comunicació. Les modalitats per distorsionar els fets utilitzats pels assetjadors són molt variades. La comunicació pervertida i deformada ajuda en el procés d'interiorització de la culpabilitat de les víctimes.
Els assetjadors se solen recolzar en quatre comportaments per generar la culpabilitat en les seves víctimes:
- La selecció: Escull de manera esbiaixada un esdeveniment o situació, o una part específica d'aquest, aïllant-la de la resta. S'inventa tot la resta, manipulant al seu antull les dades de la realitat.
- La dramatització: Amplifica perversament la repercussió del fet aïllat, inventant suposats perjudicis i suposades víctimes d'aquest fet, inflant les conseqüències adverses o negatives o, simplement, inventant-les-hi, situant-se com a primera víctima d'elles.
- La generalització: Utilitza el fet aïllat, assenyalant-ho com a mostra significativa del general i habitual mal comportament professional de l'assetjat. Es tracta d'un indicador del <mal> acompliment habitual de la víctima.
- L'atribució: Atribueix a la víctima una intencionalitat perversa, o la presumpció de mala fe o d'actual mal a dretcient.

L'assetjador deriva d'aquesta acusació aïllada l'atribució a les víctimes de trets interns indesitjables. Es tracta d'un procés conegut com a <<satanizació>>, que fa creure veritablement a les víctimes en aquestes imputacions perverses cap a elles. A força de repetir l'acusació i manipular la informació, l'assetjador aconsegueix que la víctima accepti les seves acusacions i interioritzi la culpabilitat. Aquestes estratègies repetides en el temps per l'assetjador són causals. Amb elles pretén aconseguir la paralització, el dubte, la indecisió, la inseguretat i, finalment, la indefensió de la víctima davant els seus atacs.
L'assetjador atribueix o "acusa" la víctima de les seves pròpies intencions com si es tractés d'un mirall i li atribueix els seus propis defectes, errors i pors. És molt habitual que l'assetjador atribueixi a la víctima actituds de mala fe sense tenir-ne proves. Una actitud oberta per detectar-ho consisteix a escoltar les intencions que l'assetjador atribueix a la víctima, atès que ens donaran els motius íntims del mateix manipulador per assetjar. L'assetjament no busca el dany pel dany, busca que aquest dany generi un resultat. L'assetjador usa el llenguatge per manipular i aquesta manipulació es concreta en l'ús de la incongruència i de la contradicció, i aquests dos elements estan sempre presents en tot discurs manipulador.
La personalitat paranoide és un trastorn de personalitat que defineix característiques comunes amb els assetjadors que es fan passar per víctimes. Apareixen com a signes fonamentals la desconfiança, la psicorigidesa, l'escassa capacitat d'autocrítica, l'egocentrisme, la necessitat d'adulació. Són persones que alberguen rancors i de notable agressivitat, en uns casos detectada i en altres projectada.
Si hi ha una 'banda de col·laboradors', el procés s'accelera, l'agressió física és més probable i la víctima sofreix una doble victimització: una pel seu agressor, una altra pel públic que observa ja sigui col·laborador directe o consentidor. Influeix també el que s'aconsegueixi o no aïllar efectivament a la víctima, els suports de la família, parella, amics i altres companys de treball són factors determinants per a l'estabilitat psíquica de la víctima.
Un altre exemple de manipulació es troba en els 11 principis de Joseph Goebbels, en la propaganda nazi.

## Conseqüències de l'assetjament

### A curt i mitjà termini
Segons Iñaki Piñuel provoca importants seqüeles psíquiques i físiques, estats forts d'ansietat, insomni tardà, mals d'esquena i estats depressius. L'afectat té un descens en el seu rendiment, a més de provocar les seqüeles psicològiques i emocionals subsegüents, amb una autoestima fortament malmesa.

### Seqüeles de l'assetjament perllongat
Segons Marina Parés Soliva, a “Peritatge Social del Mobbing”, els supervivents d'assetjaments perllongats desenvolupen canvis de personalitat característics del trastorn d'estrès posttraumàtic, incloent-hi deformacions en la capacitat de relacionar-se.
Com les símptomes posttraumàtics són tan persistents i tan variats, poden ser confosos amb trets de la personalitat de la víctima. Temps després que hagi acabat l'assetjament, molts afectats segueixen sentint que ha mort una part d'ells, i algunes víctimes, les més afligides, desitjarien estar mortes. L'amenaça d'anihilació que defineix l'assetjament pot turmentar el supervivent molt després que hagi passat el perill. Les persones traumades se senten absolutament abandonades i soles, exiliades del sistema humà de cura i protecció.
L'esdeveniment traumàtic que significa ser víctima de la fustigació de l'entorn ha destruït la creença que l'individu pot ser “un mateix” en relació amb els altres.
Així per definició, els esdeveniments traumàtics frustren la iniciativa i destrossen la competència individual. Amb independència de l'actitud de la víctima, l'assetjament ha prosseguit, és a dir que no importa el valent i ho omple de recursos que estigui la víctima; les seves accions van ser insuficients per evitar el desastre. Després dels esdeveniments violents de l'assetjament, les víctimes revisen i jutgen la seva pròpia conducta, i els sentiments de culpa i d'inferioritat són pràcticament universals.
S'ha comentat anteriorment que els esdeveniments traumàtics destrueixen els sistemes de protecció normals que donen a les persones una sensació de control, de connexió i de significat. Així les reaccions traumàtiques tenen lloc quan l'acció no serveix de res, és a dir, quan no és possible ni resistir-se ni escapar, llavors el sistema d'autodefensa humà se sent sobrepassat i desorganitzat. És en aquestes situacions quan els esdeveniments traumàtics produeixen profunds i duradors canvis en la resposta fisiològica, les emocions, el cognitiu i la memòria.

#### Canvis en la personalitat de la víctima
Uns dels efectes més característics és el canvi que la situació de psicoterror pot operar en la personalitat de les víctimes. S'han descrit tres patrons bàsics de canvis permanents en la personalitat, com a conseqüència d'una situació d'assetjament, que presenten les següents característiques:
- Resignació: aïllament social voluntari, la víctima no se sent part de la societat (efecte d'alienació, la víctima mostra una actitud cínica cap al món).
- Predomini de trets obsessius: actitud hostil i suspicàcia, sentiment crònic de nerviosisme, hipersensibilidat pel que fa a les injustícies
- Predomini de trets depressius: sentiments d'indefensió, incapacitat per gaudir i sentir plaer, desesperança apresa.[30]

Els efectes socials de l'assetjament laboral en la víctima es caracteritzen per l'aparició d'actituds de desconfiança i conductes d'aïllament, evitació i retraïment. Aquestes conseqüències socials també es manifesten en les relacions familiars tals com a sentiments d'incomprensió; pèrdua d'il·lusió i interès pels projectes comuns; abandó de responsabilitats i compromisos familiars i; alteració de l'afectivitat.
El que constitueix el fenomen destructor de l'assetjament és la repetició de les vexacions i les humiliacions. L'assetjament és un fenomen terrorífic perquè és inhumà. No coneix els estats d'ànim, ni la pietat. Els testimonis, per baixesa, per egoisme o per por, prefereixen mantenir-se al marge. Quan una interacció asimètrica i destructiva d'aquest tipus arrenca entre dues persones, l'única cosa que fa és amplificar-se progressivament, tret que una persona exterior intervingui enèrgicament. Si en algun moment del procés d'assetjament algú, amb un cert poder, reacciona d'una manera sana, el procés es deté.

## Estratègies personals per superar l'assetjament laboral
1. Identificar el problema de l'assetjament laboral com a tal: formar-se i informar-se sobre el problema.
2. Documentar i registrar les agressions que s'és objecte des de l'inici.
3. Fer públiques les agressions que es reben en la intimitat i en secret i comunicar-les a companys, caps, directius, assessors, parella, amics i familiars.
4. Desactivar-se emocionalment: evitar reaccionar davant els atacs.
5. Controlar i canalitzar la ira i el ressentiment (la ira és l'aliada de l'assetjador): evitar explosions d'ira.
6. Fer front al mobbing: l'afrontament fa recular a l'assetjador, que és covard en el fons.
7. Donar resposta a les calúmnies i crítiques destructives amb assertivitat (sense passivitat ni agressivitat).
8. Protegir les dades, documents i arxius del propi treball i guardar tot amb clau, desconfiant de les capacitats manipulatives dels assetjadors.
9. Evitar l'aïllament social: sortir cap a fora i afrontar socialment la situació de l'assetjament.
10. Rebutjar la inculpació sense acceptació ni justificació mitjançant l'exteriorització de la culpabilitat.
11. No intentar convèncer o canviar a l'assetjador.
12. No caure en la inhibició: Explicar a uns altres l'assetjament. Parlar del tema de l'assetjament, comunicar-ho, escriure-ho, relatar-ho, etc.
13. Desenvolupar l'ocupabilitat pròpia: incrementar la formació i capacitació professional.
14. Anar conscientment a la baixa laboral o a la renúncia voluntària abans de permetre que es destrueixi psíquicament a la persona.
15. Sol·licitar des del principi assessorament psicològic especialitzat.
16. Sol·licitar consell legal per fer valer i defensar els drets propis.
17. Desenvolupar l'autoestima autònoma com a vacuna contra l'assetjament.
18. Desenvolupar el poder curatiu de l'humor.
19. Permetre's plorar pel dany propi.
20. Perdonar a l'assetjador com a forma d'alliberament final.[31]